# K-Lite Codec Pack
K-Lite Codec Pack — универсальный пакет кодеков (кодировщиков-декодировщиков) и утилит для просмотра и обработки аудио- и видеофайлов. В пакет входит большое число свободных (open-source), либо бесплатных (freeware) кодеков и утилит.
Существует 4 варианта наборов: Basic, Standard, Full и Mega, отличающихся только составом. Начиная с версии 10.0, вариант 64-bit, содержавший кодеки для 64-битных систем, перестал существовать, а 64-разрядные кодеки были объединены с 32-разрядными. Ранее существовавший также вариант Corporate перестал поддерживаться с 13 августа 2010 года, авторы рекомендуют использовать все пакеты, так как платных кодеков/утилит в сборках K-Lite Codec Pack не осталось.
В версии 4.6.0 появилась полная поддержка Windows 7. В версии 11.3.5 появилась полная поддержка Windows 10.
Последние версии для других операционных систем: 3.4.5 — для Windows 95/98/Me, 7.1.0 — для Windows 2000, 10.0.5 — для Windows XP SP2, 13.8.5 — для Windows XP SP3, 16.7.6 — для Windows Vista.

## Описание
Основные особенности K-Lite Codec Pack:
- Частое обновление
- Полностью настраиваемая установка
- Полное удаление пакета деинсталлятором
- Тщательный подбор кодеков
- Способность избегать потенциальных конфликтов с другими пакетами
- Возможность обнаружить и удалить повреждённые кодеки и фильтры

## Варианты
Существует четыре варианта пакета кодеков K-Lite Codec Pack:
- Базовый (англ. Basic) вариант содержит все необходимое для воспроизведения всех распространенных форматов видеофайлов. Такие как AVI, MKV, MP4, OGM и FLV;
- Стандартный (англ. Standard) вариант содержит несколько дополнительных функций по сравнению с базовым вариантом. Он содержит классический медиапроигрыватель Media Player Classic. Этот пакет рекомендуется для обычного пользователя;
- Полный (англ. Full) вариант имеет некоторые дополнительные функции по сравнению со стандартным вариантом. Он дополнительно содержит GraphStudioNext и несколько дополнительных фильтров DirectShow;
- Мега (англ. Mega) вариант — это самый полный пакет. Он дополнительно содержит кодеки VFW/ACM для кодирования/редактирования видео.

## Поддерживаемые форматы файлов
| Формат файлов                                                                                            | Basic | Standard | Full | Mega |
| --- | ----- | -------- | ---- | ---- |
| AVI .avi, .divx .xvid                                                                                    | Да    | Да       | Да   | Да   |
| DVD-Video (playback in MPC-HC)                                                                           | Да    | Да       | Да   | Да   |
| Blu-ray video (non-encrypted) .m2ts                                                                      | Да    | Да       | Да   | Да   |
| Flash Video .flv                                                                                         | Да    | Да       | Да   | Да   |
| Matroska .mkv, .mka                                                                                      | Да    | Да       | Да   | Да   |
| MP3 .mp3                                                                                                 | Да    | Да       | Да   | Да   |
| MPEG-1 Formats .mpg, .mpeg, .m1v                                                                         | Да    | Да       | Да   | Да   |
| MPEG-2 Formats .mpe, .m2v, .mpv2, .mp2v, .m2p, .vob, .evo, .mod, .ts, .m2ts, .m2t, .mts, .pva, .tp, .tpr | Да    | Да       | Да   | Да   |
| MPEG-4 Formats .mp4, .m4v, .mp4v, .mpv4, .m4a, .3gp, .3gpp, .3g2, .3gp2                                  | Да    | Да       | Да   | Да   |
| Ogg .ogg, .ogm, .ogv, .oga                                                                               | Да    | Да       | Да   | Да   |
| RealMedia .rm, .rmvb, .ra, .ram                                                                          | Да    | Да       | Да   | Да   |
| WebM .webm                                                                                               | Да    | Да       | Да   | Да   |
| QuickTime .mov, .hdmov .qt                                                                               | Да    | Да       | Да   | Да   |
| FLAC .flac                                                                                               | Нет   | Да       | Да   | Да   |
| WavPack .wv                                                                                              | Нет   | Да       | Да   | Да   |
| AC-3/DTS .ac3, .dts                                                                                      | Нет   | Нет      | Да   | Да   |
| AMR .amr                                                                                                 | Нет   | Нет      | Да   | Да   |
| AMV .amv                                                                                                 | Нет   | Нет      | Да   | Да   |
| Apple Lossless .alac                                                                                     | Нет   | Нет      | Да   | Да   |
| Monkey's Audio .ape, .apl                                                                                | Нет   | Нет      | Да   | Да   |
| MPEG-4 AAC .aac                                                                                          | Нет   | Нет      | Да   | Да   |
| Musepack .mpc, .mpp                                                                                      | Нет   | Нет      | Да   | Да   |
| Trackers .xm, .s3m, .it, .umx                                                                            | Нет   | Нет      | Да   | Да   |
| OptimFROG .ofr, .ofs                                                                                     | Нет   | Нет      | Да   | Да   |
| Формат файлов                                                                                            | Basic | Standard | Full | Mega |

## Состав
Перечислены компоненты варианта Mega.

### Медиапроигрыватель
- Media Player Classic — медиапроигрыватель входит в состав всех вариантов пакета, кроме базового варианта. Начиная с версии 10.6.5 можно установить 64-bit вариант проигрывателя. С версии 13.8.0 используется форк MPC-HC от clsid.[3]

### DirectShowвидеофильтры
- Xvid
- On2 VP7
- MPEG-2 (Cyberlink)
- MPEG-2 (Gabest)

### VFW видеокодеки
- Xvid
- x264
- On2 VP3 (в последних версиях отсутствует)
- On2 VP6
- On2 VP7
- Lagarith
- huffyuv
- Intel I.263
- DivX
- YV12 (Helix)
- 3ivx (в последних версиях отсутствует)

### DirectShow аудиофильтры
- MusePack (MONOGRAM)
- WavPack (CoreWavPack)
- FLAC (madFLAC)
- Monkey’s Audio (DCoder)
- OptimFROG (RadLight)
- DC-Bass Source
- AC3/DTS Source (AC3File)
- AMR (MONOGRAM)

### ACM аудиокодеки
- MP3 (Fraunhofer)
- MP3 (LAME)
- AC3 (ffcHandler)
- Ogg Vorbis
- DivX Audio

### DirectShow source фильтры
- AVI splitter (Gabest)
- AVI splitter (Haali Media Splitter)
- MP4 splitter (Haali Media Splitter)
- MP4 splitter (Gabest)
- Matroska splitter (Haali Media Splitter)
- Matroska splitter (Gabest)
- Ogg splitter (Haali Media Splitter)
- Ogg splitter (Gabest)
- MPEG PS/TS splitter (Gabest)
- MPEG PS/TS splitter (Haali Media Splitter)
- FLV splitter (Gabest)
- CDDA Reader (Gabest)
- CDXA Reader (Gabest)

### DirectShow subtitle фильтр
- DirectVobSub (a.k.a. VSFilter) — входил в состав VobSub, который перестал развиваться с версии 2.23

### Утилиты
- Bitrate Calculator
- Codec Tweak Tool
- GSpot Codec Information Appliance
- MediaInfo
- VobSubStrip
- GraphEdit заменён на GraphStudio в версии 4.3.1 (см. Changelog, присутствует в версиях Full, Mega, Corporate)
- Haali Muxer
- FourCC Changer